# Kurjenluoto (ö i Mellersta Finland)
Kurjenluoto är en ö i Finland. Den ligger i sjön Maatianjärvi och i kommunen Jyväskylä i den ekonomiska regionen  Jyväskylä ekonomiska region  och landskapet Mellersta Finland, i den södra delen av landet, 210 km norr om huvudstaden Helsingfors. Öns area är 0,1 hektar och dess största längd är 50 meter i nord-sydlig riktning.